# Endola (Wahlkreis)
Der Wahlkreis Endola  ist ein Wahlkreis im Südwesten der Region Ohangwena im zentralen Norden Namibias. Kreisverwaltungssitz ist Endola. Im Wahlkreis leben (Stand 2023) knapp 32.700 Menschen auf einer Fläche von 327 Quadratkilometern.

## Wahlen
| Wahl | Name              | Partei | Stimmenanteil |
| ---- | ----------------- | ------ | ------------- |
| 1992 |                   |        |               |
| 1998 | N. Tuhandeleli    | SWAPO  | o. W. 1       |
| 2004 | Ruth Nhinda       | SWAPO  | 99,4 %        |
| 2010 | Ruth Nhinda       | SWAPO  | 90,2 %        |
| 2015 | Ferdinand Shifidi | SWAPO  | 93,6 %        |
| 2020 | Ferdinand Shifidi | SWAPO  | 74,9 %        |